# Joue avec les Teletubbies
Joue avec les Teletubbies, est un jeu vidéo d'action-aventure édité par BBC Multimedia en 2000 sur PlayStation et Windows, basé sur la série pour enfants Les Télétubbies.

## Système de jeu
Ce jeu destiné aux très jeunes enfants met en scène les quatre Télétubbies (Tinky Winky, Dipsy, Laa-Laa et Po), et permet d'explorer leur monde à travers plusieurs activités :
- Le jeu de cache-cache
- L'objet préféré de chaque Teletubby
- Les objets magiques
- Le tambour magique
- Les nuages musicaux
- Le train
- Les séquences vidéos (issues de certains épisodes de la série originale)
- La chasse au Noo-Noo
- Le panneau de contrôle du super-dôme (activité absente de la version PC)
- Les tubby-toasts
- Le tubby-délice
- C'est l'heure de dire au revoir